# 桜ノ杜ぶんこ
桜ノ杜ぶんこ（さくらのもりぶんこ）は、一二三書房発行のライトノベルを中心とした日本の文庫レーベル。2012年1月創刊。
2015年にはライトノベル事業の見直しを進め、2016年8月刊行の「戦国ぼっち10」を最後にラインナップを終了した。

## 特色
テレビゲーム等のノベライズ作品を中心したレーベル。執筆者はテレビゲームのシナリオライター経験者や他社で活動している小説家が中心。アダルトゲームを原作としたものや、「いっき」「アトランチスの謎」「スペランカー」といった昭和のファミコンゲームをノベライズしたものなどがあり、作品対象年齢層はライトノベルにしてはやや高めである。
オリジナル作品としては、「風とリュートの調べにのせて」（健速著）、「戦国ぼっち」（瀧津孝著）などが巻数を重ねており、人気があった。

## 刊行本

### ノベライズ
- 『剣と魔法と学園モノ。』シリーズ 佐山操著 病絵
  - 『剣と魔法と学園モノ。　入学試験は命がけっ!?』
  - 『剣と魔法と学園モノ。Lv2　気がつけば逃亡者!?』
  - 『剣と魔法と学園モノ。Lv3　一目惚れは誘拐と共に!!』
  - 『剣と魔法と学園モノ。Lv4　キルシュトルテ姫暗殺計画!?』
  - 『剣と魔法と学園モノ。Lv5　王座と王女と冒険者!』
- 『超次元ゲイム ネプテューヌ はいすくーる』シリーズ おかず著 つなこカバー絵 うりも挿絵
  - 『超次元ゲイム ネプテューヌ はいすくーる』
  - 『超次元ゲイム ネプテューヌ はいすくーる2』
  - 『超次元ゲイム ネプテューヌ はいすくーる3』
  - 『超次元ゲイム ネプテューヌ はいすくーる4』
  - 『超次元ゲイム ネプテューヌ はいすくーる5』
- 『たっち、しよっ! 〜Love Application〜　僕と運命の彼女たち』天草白著 平野克幸絵
- 『ひよこストライク!　泡沫の夢』小林公示・佐藤ヨシヒサ著 やすゆき絵
- 『さくら、咲きました。　Last Springtime of Life』加納京太著 秋月つかさ絵
- 『マテリアルブレイブ　アナザー・エレメンツ』くしまちみなと著 菊池政治カバー絵 ジェット世渡り挿絵
- 『恋愛0キロメートル　もしものおはなし』天草白著 夕凪セシナ・ぱん太カバー絵 のりたま挿絵
- 『ホチキス』原人著 みことあけみカバー絵 希望つばめ挿絵
- 『桃色大戦ぱいろん　アナザ・パラドクス』シリーズ くしまちみなと著 紺野賢護カバー絵 丸ちゃん。挿絵
  - 『桃色大戦ぱいろん　アナザ・パラドクス』
  - 『桃色大戦ぱいろん　アナザ・パラドクス2』
- 『るいは智を呼ぶPLUS　魔女たちと太平洋の星』日野亘著 さえき北都絵
- 『Which Witch?』シリーズ 大島悠著 KeG絵 原作：レッド・エンタテインメント
  - 『Which Witch?　第一楽章 銀獅子のアルディート』
  - 『Which Witch?　第二楽章 霧小鳥のマリンコニーア』
- 『黄昏のシンセミア　冬の木漏れ日』桐月著 オダワラハコネ絵
- 『いっき　LEGEND OF TAKEYARI MASTER』おかず著 うりも絵
- 『アトランチスの謎　復活のザヴィーラ』加納京太著 masaki絵
- 『圧倒的遊戯 ムゲンソウルズ　ウォルギスのヤバイ財宝』佐山操著 ナナメダケイ絵
- 『スペランカー　不死身の勇者と王国の謎』宮村優著 HACCAN絵
- 『アイドル八犬伝　南の島の太陽と星』衆堂ジョオ著 うりも絵
- 『ダイナマイト刑事　BURNING 2020』おかず著 岩元辰郎絵
- 『蒼い海のトリスティア　本当の宝物』加納京太著 駒都えーじカバー絵 ジェット世渡り本文絵
- 『限界凸記 モエロクロニクル　煩悩は幼馴染のために…』飯山満著 平野克幸カバー絵 ジェット世渡り本文絵
- 『フェアリーフェンサー エフ　砂塵のマントを纏う者たち』鐘弘亜樹著 うりも絵
- 『しんぐんデストロ〜イ!シリーズ』佐山操著 ヨツヤミヒノトメ絵
  - 『しんぐんデストロ〜イ!　美少女戦車隊、出撃!!』
  - 『しんぐんデストロ〜イ!2　宇宙怪虫と巨砲怪獣をやっつけろ‼』
- 『ゆきねライフロギング!』シリーズ 糸井健一著 南浜よりこ絵
  - 『ゆきねライフロギング!1　ゆーきちゃん、トナリのセカイはホントにアルノかにゃ?』
  - 『ゆきねライフロギング!2　ユーキさん! トナリのセカイはホントにアルノですか?』
- 『魔界戦記ディスガイア』シリーズ 衆堂ジョオ著
  - 『魔界戦記ディスガイア　魔王だらけの時空迷子』今泉昭彦絵
  - 『魔界戦記ディスガイア　史上最凶の四面楚歌』田島暎一絵
- 『ひとつ飛ばし恋愛　りさ地獄変』糸井健一著 夕凪セシナカバー絵 南浜よりこ挿絵

### オリジナル
- 『かんづかさ』シリーズ くしまちみなと著 やすゆき絵
  - 『かんづかさ』
  - 『かんづかさ2　禍つ神の杜』
  - 『かんづかさ3　朱に染まる空』
- 『ROUTER』西村悠著 チガサキトモ絵
- 『いつまでもChu～に病』くしまちみなと著 pun2絵
- 『屍は美少女の香り』シリーズ くしまちみなと著 カズミヤアキラ絵
  - 『屍は美少女の香り』
  - 『屍は美少女の香り2　屍の美少女は二度甦る！』
- 『メリーさんが出たよ。』シリーズ 沢城樹著 KeG絵
  - 『メリーさんが出たよ。』
  - 『メリーさんが出たよ。2』
- 『おとめ桜の伝説 ～小峰シロの物ノ怪事件簿～』くしまちみなと著 はたち絵
- 『風とリュートの調べにのせて』シリーズ 健速著 アカバネ絵
  - 『風とリュートの調べにのせて』
  - 『風とリュートの調べにのせて2』
  - 『風とリュートの調べにのせて3』
  - 『風とリュートの調べにのせて4』
  - 『風とリュートの調べにのせて5』
  - 『風とリュートの調べにのせて6』
  - 『風とリュートの調べにのせて7』
  - 『風とリュートの調べにのせて8』
  - 『風とリュートの調べにのせて9』
- 『終わらない鎮魂歌を歌おう』シリーズ 未乃タイキ著 パセリ絵
  - 『終わらない鎮魂歌を歌おう』
  - 『終わらない鎮魂歌を歌おう2　フレームレート・ディスシンクロニー』
- 『戦国ぼっち』シリーズ 瀧津孝著 みことあけみ絵
  - 『戦国ぼっち　Attack of The Hojo Army』
  - 『戦国ぼっち2　Revenge of the super battle ship』
  - 『戦国ぼっち3　The tank army corps of fear』
  - 『戦国ぼっち4　Return of Shimazu tank army corps』
  - 『戦国ぼっち5　phantom ship in setouchi』
  - 『戦国ぼっち6　New Enemy from the Future』
  - 『忍びっ娘ヴァルキリー　落ちこぼれくノ一と風魔忍軍の陰謀』
  - 『戦国ぼっち7　The Nightglow Monster in Kyoto』
  - 『戦国ぼっち8　Protect Kyoto from the evil !!』
  - 『戦国ぼっち9　Mystery of Shingen's Treasure』
  - 『戦国ぼっち10　Kuoyama Castle Again !』
- 『霊障探偵 白狐』天沢彰著 清原紘絵
- 『巡る天使の走馬燈(メモワール)』宮村優著 KEI絵
- 『PG14（パラグラフ・フォーティーン）』シリーズ 日野亘著 さえき北都絵
  - 『PG14（パラグラフ・フォーティーン）』
  - 『PG14（パラグラフ・フォーティーン）2』
  - 『PG14（パラグラフ・フォーティーン）3』
- 『クリミナル・ワールドオーダー』シリーズ 福沢文緒著 鍋島テツヒロ絵
  - 『クリミナル・ワールドオーダー』
  - 『クリミナル・ワールドオーダー2』
- 『JSかぐやの華麗なる恋愛哲学』紙屋あまと著 keepout絵
- 『東亰ですとぴあ』シリーズ くしまちみなと著 藤ちょこ絵
  - 『東亰ですとぴあ』
  - 『東亰ですとぴあ2　終わらぬ昭和のあやかし奇譚』
- 『俺とカーンの賢者タイム』シリーズ おかず著 やすゆき絵
  - 『俺とカーンの賢者タイム』
  - 『俺とカーンの賢者タイム2』
- 『銃とウサギとツインテール』飯山満著 石鎚ぎんこ絵